# Euprosthenopsis vuattouxi
Euprosthenopsis vuattouxi är en spindelart som beskrevs av Patrick Blandin 1977. Euprosthenopsis vuattouxi ingår i släktet Euprosthenopsis och familjen vårdnätsspindlar.
Artens utbredningsområde är Elfenbenskusten. Inga underarter finns listade i Catalogue of Life.